# Caryophylloideae
Die Einteilung der Lebewesen in Systematiken ist kontinuierlicher Gegenstand der Forschung. So existieren neben- und nacheinander verschiedene systematische Klassifikationen. 
Das hier behandelte Taxon ist durch neue Forschungen obsolet geworden oder ist aus anderen Gründen nicht Teil der in der deutschsprachigen Wikipedia dargestellten Systematik.
Die Caryophylloideae (oft auch als Silenoideae bezeichnet) sind eine Unterfamilie innerhalb der Familie der Nelkengewächse (Caryophyllaceae).

## Beschreibung

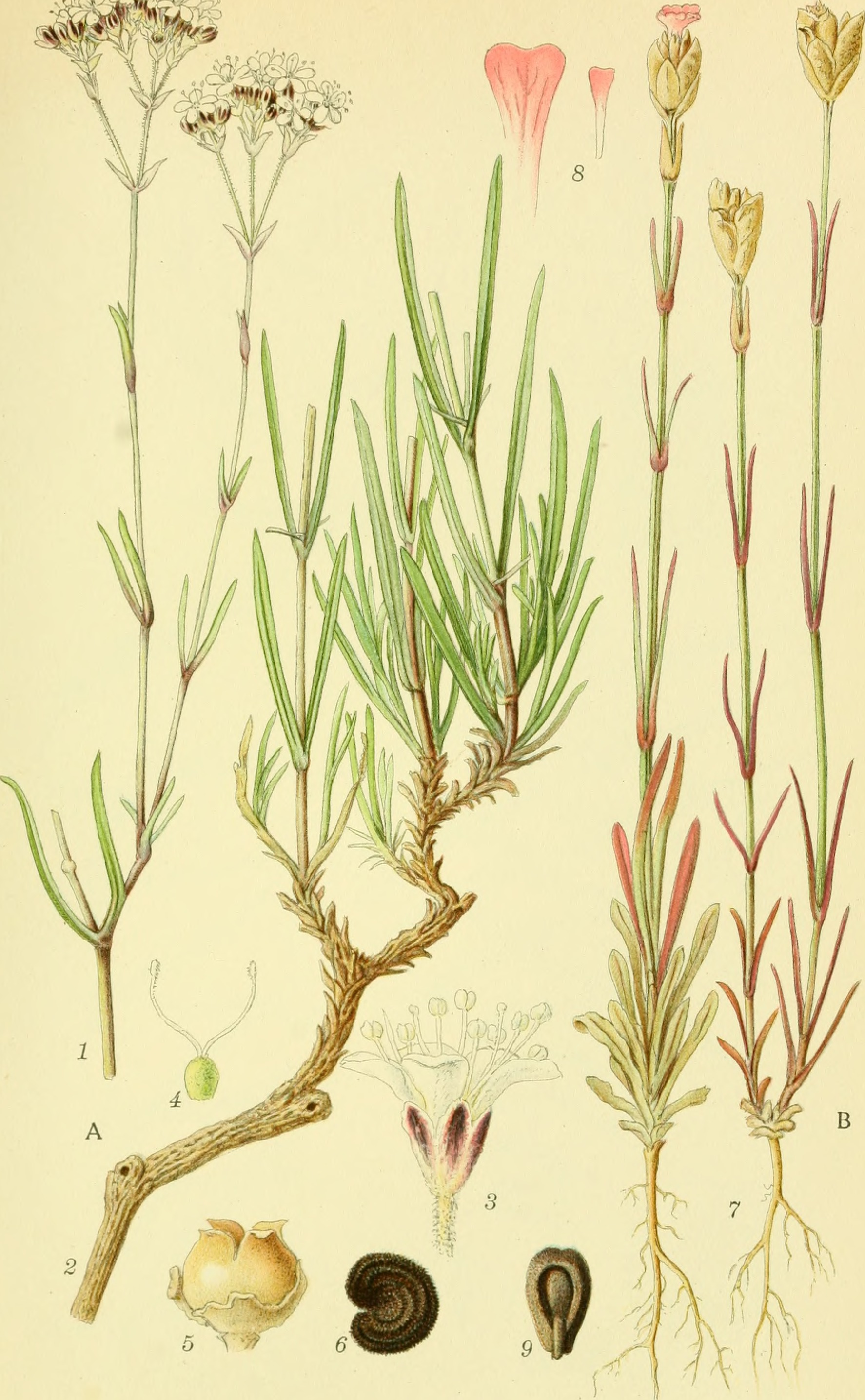
Illustration aus Billeder af nordens Flora, 1917 von Tribus Caryophylleae: Gypsophila fastigiata und Petrorhagia prolifera

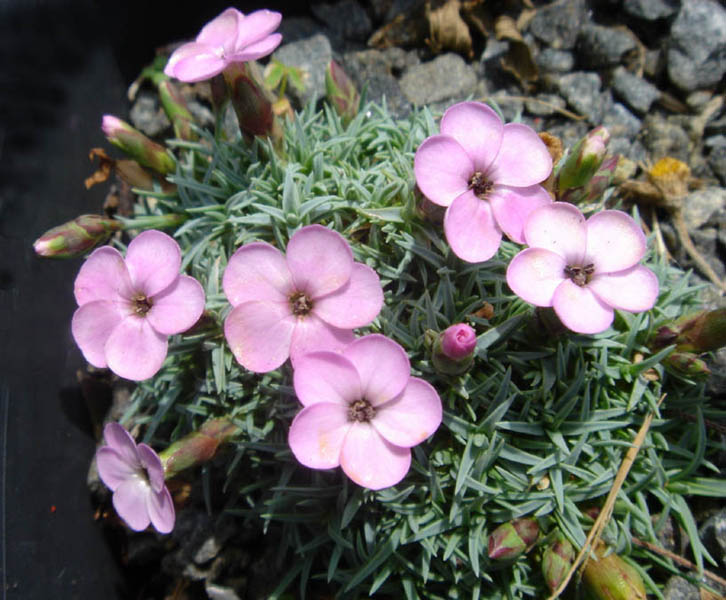
Tribus Caryophylleae: Pfingstnelke (Dianthus gratianopolitanus)

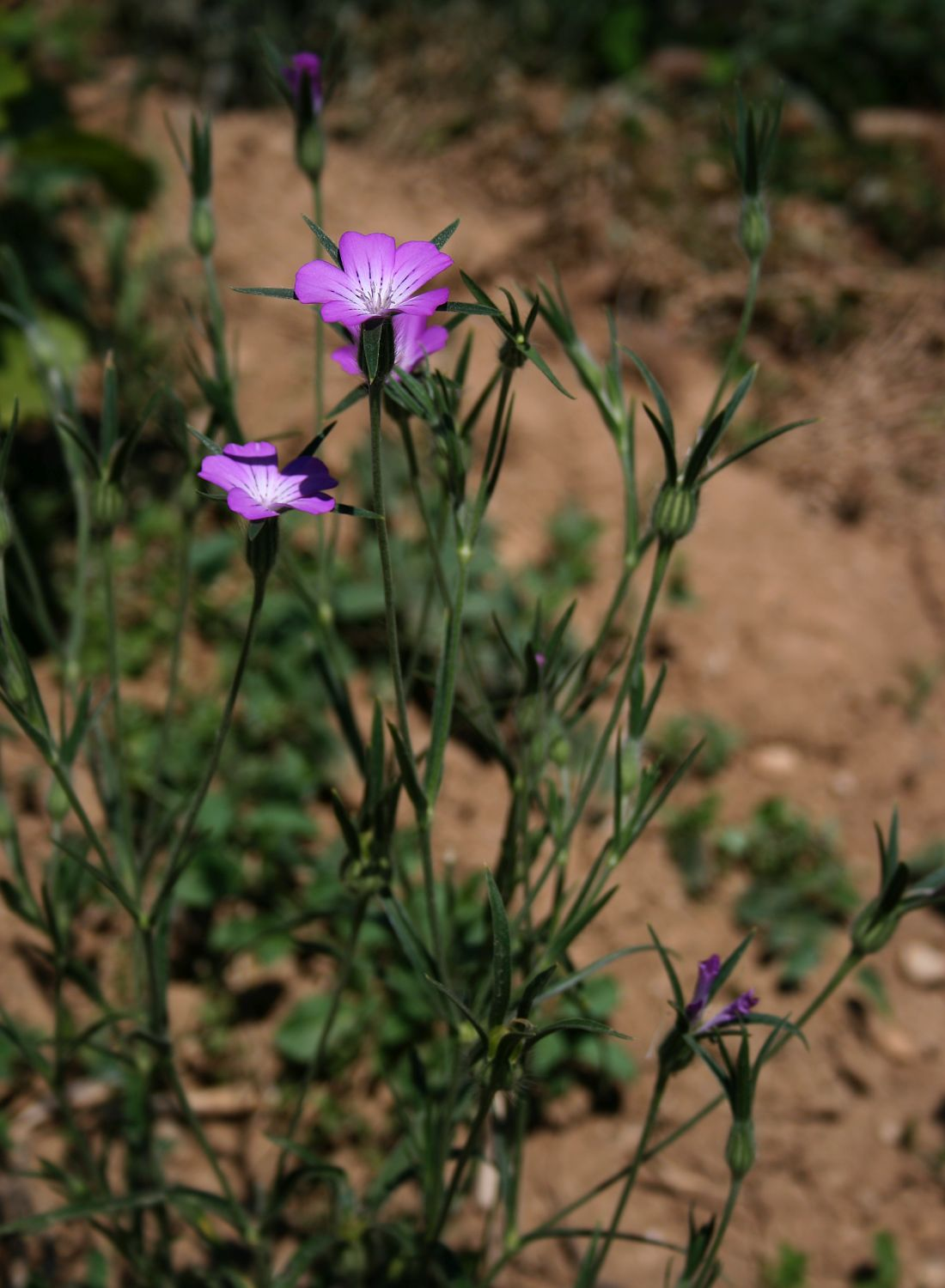
Tribus Sileneae: Kornrade (Agrostemma githago)

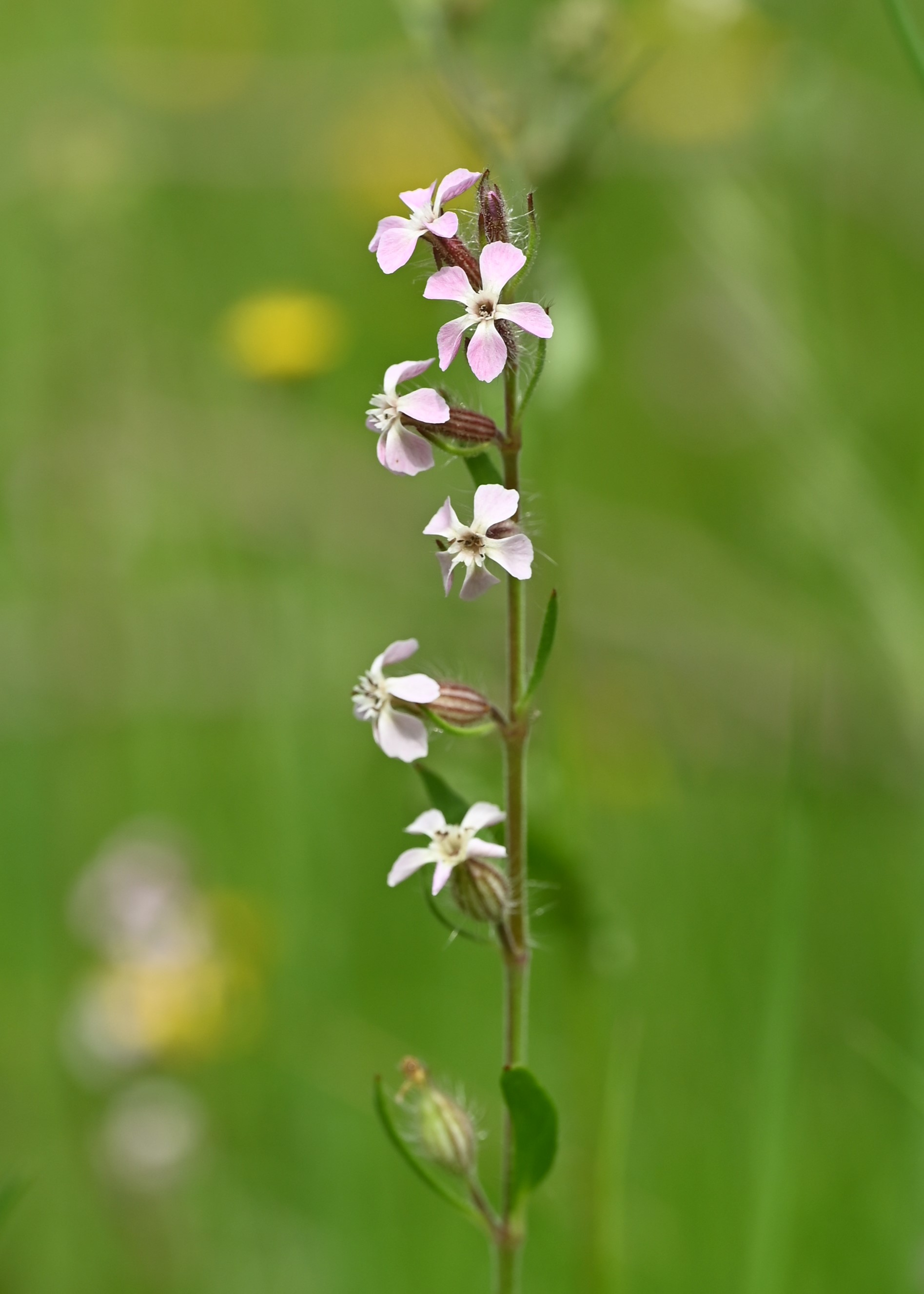
Tribus Sileneae: Französisches Leimkraut(Silene gallica)

### Vegetative Merkmale
Die Arten in der Unterfamilie Caryophylloideae sind ein-, zweijährige oder ausdauernde krautige Pflanzen. Je nach Art bilden sie Pfahlwurzeln, Rhizome oder manchmal Ausläufer. Die einfachen oder verzweigten Stängel sind meist selbstständig aufrecht oder aufsteigend, seltener niederliegend bis liegend.
Die meist gegenständig, selten wirtelig am Stängel angeordneten Laubblätter sind selten gestielt, meist sitzend. Die einfachen Blattspreiten sind linealisch oder pfriemförmig bis eiförmig. Nur selten sind die Laubblätter sukkulent. Es sind keine Nebenblätter vorhanden.

### Generative Merkmale
Die endständigen Blütenstände sind oft sogenannte Dichasien, es kommen auch Zymen, Thyrsen oder Köpfchen vor; die Blüten können auch einzeln in den Achseln laubblattähnlicher Tragblätter stehen; es kann Deckblätter geben. Meist sind Blütenstiele vorhanden.
Die meist auffälligen Blüten bei der Unterfamilie Caryophylloideae sind meist zwittrig, wenn die Blüten eingeschlechtig sind, dann sind die Arten zweihäusig getrenntgeschlechtig (diözisch). Die Blüten sind radiärsymmetrisch sowie fünfzählig. Die fünf Kelchblätter sind becherförmig oder röhrig verwachsen. Die fünf freien, meist genagelten Kronblätter sind ganzrandig, ausgerandet oder zweiteilig, manchmal gezähnt. Die Farben der Kronblätter reichen von weiß über rosafarben bis rot. Es ist oft eine Nebenkrone vorhanden. Es sind ein oder meist zwei Kreise mit fünf Staubblättern vorhanden. Es sind selten ein bis zehn Staminodien vorhanden. Der Fruchtknoten ist meist einkammerig, kann aber auch zwei- oder drei- bis fünfkammerig sein. Es sind meist zwei bis drei, selten bis zu fünf Griffel vorhanden.
Die Kapselfrüchte öffnen sich meist vier bis sechs, selten bis zu zehn Fruchtklappen oder -zähnen und enthalten 4 bis 150, selten über 500 Samen. Die Samen sind rötlich bis grau oder oft braun oder schwarz und sehr unterschiedlich geformt.
Die Chromosomengrundzahl kann x = 7, 10, 12, 14, 15, 17 oder selten 18 betragen.

## Systematik
Die Unterfamilie Caryophylloideae Arnott wurde 1832 mit der Bezeichnung Caryophylleae durch George Arnott Walker Arnott in M. Napier, Encycl. Brit. 7. Auflage, Volume 5, Seite 99 aufgestellt.
Die Unterfamilie Caryophylloideae umfasst die drei Triben Caryophylleae, Drypideae und Sileneae. Bedeutende Gattungen sind beispielsweise Dianthus (320 bis 600 Arten), Gypsophila (etwa 150 Arten), Saponaria oder Silene (600 bis 700 Arten). Damit stellt die Unterfamilie Caryophylloideae der Caryophylloideae eine bedeutende Anzahl von Arten der Familie der Caryophyllaceae.
- Die Unterfamilie Caryophylloideae enthält drei Tribus[2] mit 20 bis 26 Gattungen und etwa 1500 Arten:[1]
  - Tribus Caryophylleae Lam. & DC.: Der Umfang der Gattungen dieser Tribus wird kontrovers diskutiert. Umfangreiche Untersuchen zeigten 2018, dass die meisten Gattungen in ihrem bisherigen Umfang nicht monophyletisch waren. Die Verbreitung ist hauptsächlich holarktisch, mit Zentren der Artenvielfalt im Mittelmeerraum und in der Irano-Turanian-Florenregion, nur wenige Arten reichen bis Afrika. Diese Tribus enthält seit 2018 nur noch etwa 14 Gattungen mit etwa 630 Arten:[3]
    - Acanthophyllum C.A.Mey. (Syn.: Allochrusa Bunge ex Boiss., Timaeosia Klotzsch, Acanthophyllum subg. Allochrusa (Bunge) Schischk., Acanthophyllum sect. Allochrusa (Bunge ex Boiss.) Pirani & Rabeler, Acanthophyllum sect. Ochotonophila (Gilli) Pirani, Kuhitangia Ovcz., Scleranthopsis Rech. f., Kabulianthe (Rech. f.) Ikonn): Die 90 bis 110[3] Arten sind hauptsächlich in Südwest- sowie Zentralasien verbreitet, eine Art kommt in China vor.[4][5][3]
    - Balkana Madhani & Zarre: Sie wurde 2018 aufgestellt und enthält nur eine Art:[3]
      - Balkana spergulifolia (Griseb.) Madhani & Zarre (Syn.: Gypsophila spergulifolia Griseb. non (Jaub. & Spach) Boiss.): Diese Neukombination erfolgte 2018. Sie kommt im inneren sowie westlichen Teil der Balkanhalbinsel in Serbien, Bosnien und Herzegowina sowie Albanien vor.[3]

    - Bolanthus (Ser.) Rchb. (Syn.: Saponaria sect. Bolanthus Ser., Gypsophila sect. Bolanthus (Ser.) Boiss., Phrynella Pax & K.Hoffm., Phryna (Boiss.) Pax & K.Hoffm. non Phryna Bubani): Die seit 2018 nur noch etwa zehn Arten sind im östlichen Mittelmeerraum und von Griechenland und Kleinasien über die Türkei bis Palästina sowie Syrien verbreitet.[3][6]
    - Cyathophylla Bocquet & Strid in Strid: Die seit 2018 zwei Arten kommen in Griechenland, in der Türkei, im Irak, Iran, Aserbaidschan sowie in Turkmenistan vor.[3]
    - Nelken (Dianthus L., Syn.: Velezia L.):[3] Die seit 2018 nur noch etwa 300[3] Arten sind in den gemäßigten Gebieten der Nordhalbkugel weitverbreitet, hauptsächlich in Eurasien und Afrika, besonders im Mittelmeerraum.[4][5][3] Einige Arten sind beispielsweise in der Neuen Welt, in Australien und auf Hawaii Neophyten.[1][3]
    - Diaphanoptera Rech. f.: Die etwa sechs Arten gedeihen in Gebirgsregionen bis zu 3800 Metern vom nordöstlichen Iran bis Turkmenistan und Afghanistan.[3]
    - Graecobolanthus Madhani & Rabeler: Sie wurde 2018 aufgestellt. Die etwa acht Arten gedeihen in Gebirgsregionen in Griechenland, besonders auf der Peloponnes.[3]
    - Gipskräuter (Gypsophila L., Syn.: Rokejeka Forssk., Vaccaria Wolf, Hagenia Moench, Dichoglottis Fisch. & C.A.Mey., Ankyropetalum Fenzl, Bolbosaponaria Bondarenko, Pseudosaponaria (F.N.Williams) Ikonn.): Die etwa 150[3] Arten sind hauptsächlich im gemäßigten Gebieten Eurasiens, in Afrika und auf pazifischen Inseln verbreitet; eine Art reicht bis Australien.[3] In Süd- sowie Nordamerika sind vier Arten Neophyten.[4][1][5] Diese Gattung ist in diesem Umfang nicht monophyletisch.[3]
    - Heterochroa Bunge (Syn.: Gypsophila sect. Heterochroa (Bunge) A.Braun): Sie wurde 2018 reaktiviert. Die etwa sechs Arten kommen in Kasachstan, Westsibirien, Altai, Russlands „Fernem Osten“, auf der Kamtschatka-Halbinsel, in der Mongolei und im nördlichen China vor.[3]
    - Petroana Madhani & Zarre: Sie wurde 2018 aufgestellt. Von den nur zwei Arten kommt eine nur in den Bergen der Iberischen Halbinsel und die andere in Somalia, im Oman, im nördlichen sowie südlichen Jemen und auf Socotra vor.[3]
    - Felsennelken (Petrorhagia (Ser.) Link, Syn.: Gypsophila sect. Petrorhagia Ser., Tunica Ludw., Dianthus sect. Kohlrauschia (Kunth) Fenzl, Petrorhagia sect. Kohlrauschia (Kunth) Ball & Heywood, Fiedleria Rchb., Tunica sect. Fiedleria (Rchb.) Graebn.): Die seit 2018 etwa 33[3] Arten sind vom Mittelmeerraum über Südwestasien bis Zentralasien verbreitet.[4] Beispielsweise in Nord- sowie Südamerika, Südafrika, Hawaii und Australien sind sie Neophyten.[1][3]
    - Psammophiliella Ikonn. (Syn.: Psammophila Fourr. ex Ikonn. nom. illeg. non Schult., Psammophila Fourr. nom. nud.)[3] Von den etwa vier Arten kommen drei in Zentralasien vor.[3] Eine Art ist in Europa heimisch und in Nordamerika ein Neophyt:[3]
      - Mauer-Gipskraut (Psammophiliella muralis (L.) Ikonn., Syn.: Gypsophila muralis L.)

    - Psammosilene W.C.Wu & C.Y.Wu: Sie enthält nur eine Art:[3]
      - Psammosilene tunicoidesW.C.Wu & C.Y.Wu: Sie gedeiht in Höhenlagen von 900 bis 3800 Metern im südöstlichen Tibet und in den chinesischen Provinzen westliches Guizhou, südwestliches Sichuan sowie Yunnan.[4]

    - Seifenkräuter (Saponaria L., Syn.: Bootia Neck. nom. illeg. non Adans., Saponaria sect. Bootia (Neck.) DC., Saponaria sect. Proteinia Ser. ex DC., Proteinia (Ser. ex DC.) Rchb., Spanizium Griseb., Pleioneura Rech. f.): Die seit 2018 etwa 30[3] Arten sind im gemäßigten Eurasien, hauptsächlich im Mittelmeerraum, verbreitet.[4] Saponaria officinalis ist in vielen Gebieten der Welt ein Neophyt.[1]

  - Tribus Drypideae: Sie enthält nur eine Gattung:
    - Drypis L.: Sie enthält nur eine Art in Italien und auf der Balkanhalbinsel:
      - Kronenkraut (Drypis spinosa L.): Es gibt zwei Unterarten, die auch manchmal als eigene Arten gelten:[6]
        - Drypis spinosa subsp. jacquiniana Murb. (Syn.: Drypis jacquiniana (Wettst. & Murb.) Freyn): Sie kommt nur in Italien vor.[6]
        - Drypis spinosa subsp. spinosa: Sie kommt in Italien, im früheren Jugoslawien, Kroatien, Albanien und Griechenland vor.[6]

- - Tribus Sileneae DC:[7][8][9]
    - Kornraden (Agrostemma L., Syn.: Githago Adans.): Die nur zwei Arten[8] sind in Eurasien verbreitet und in vielen Gebieten der Welt Neophyten:[1]
      - Agrostemma brachylobum (Fenzl) K.Hammer, (Syn.: Agrostemma gracile Boiss.)[8][10]
      - Kornrade (Agrostemma githago L.)[8]

    - Atocion Adans. (Syn.: Minjaevia Tzvelev): Die etwa sechs Arten[8][9] sind in Europa verbreitet, beispielsweise:
      - Nelken-Leimkraut (Atocion armeria (L.) Raf.)
      - Felsen-Leimkraut (Atocion rupestre (L.) Oxelmann, Syn.: Silene rupestris L.)

    - Eudianthe (Rchb.) Rchb. (manchmal in Silene L.): Die zwei Arten[8] sind im westlichen Mittelmeerraum verbreitet:
      - Himmelsröschen (Eudianthe coeli-rosa (L.) Rchb., Syn.: Silene coeli-rosa (L.) Godr.): Sie kommt in Portugal, Spanien, Korsika, Sardinien, Italien, Sizilien, Marokko, Algerien und Tunesien vor.[6]
      - Eudianthe laeta (Aiton) Willk. (Syn.: Silene laeta (Aiton) Godr.): Sie kommt in Portugal, Spanien, Frankreich, Korsika, Sardinien, Italien, Marokko, Algerien und Tunesien vor.[6]

    - Heliosperma (Rchb.) Rchb.[8] (manchmal in Silene L.; Syn.: Ixoca Raf., Silene sect. Heliosperma Rchb.): Von den 9[8] bis 15 Arten sind die meisten Endemiten auf der Balkanhalbinsel, nur Heliosperma alpestre ist ein Endemit der Ostalpen und Heliosperma pusillum gedeiht in den europäischen Gebirgen vom nördlichen Spanien bis zu den Karpaten.[11][12][13][14]
    - Pechnelken (Lychnis L., Syn.: Lychnis subgen. Lychnis Rchb., Silene subgen. Lychnis (L.) Greuter, Silene sect. Coccyganthe (Rchb.) Greuter, Coronaria subgen. Coccyganthe (Rchb.) Devyatov & V.N.Tikhom., Coccyganthe Rchb., Exemix Raf., Hedona Lour.):[8] Die 14 bis 25 Arten sind im gemäßigten Eurasien und Afrika verbreitet. Sie sind manchmal in Silene eingegliedert.[15]
    - Petrocoptis A.Braun ex Endl. (Syn.: Silenopsis Willk.): Von den etwa sieben Arten[8] kommen vier in den Pyrenäen vor.
    - Leimkräuter (Silene L., Syn.: Anotites Greene, Behen Moench, Behenantha (Otth) Schur, Carpophora Klotzsch, Charesia E.A.Busch, Conosilene (Rohrb.) Fourr., Coronaria Guett., Corone Hoffmanns. ex Steud., Cucubalus L., Ebraxis Raf., Elisanthe (Fenzl ex Endl.) Rchb., Evactoma Raf., Gastrocalyx Schischk., Gastrolychnis (Fenzl) Rchb., Kaleria Adans., Leptosilene Fourr., Lychnanthos S.G.Gmel., Melandrium Röhl., Melandryum Rchb., Muscipula Fourr., Nanosilene (Otth) Rchb., Neoussuria Tzvelev, Oberna Adans., Oncerum Dulac, Petrocoma Rupr., Pleconax Raf., Polyschemone Schott, Nyman & Kotschy, Schischkiniella Steenis, Scribaea Borkh., Silenanthe Griseb. & Schenk, Sofianthe Tzvelev, Ussuria Tzvelev, Xamilenis Raf.[8]; manchmal sind Lychnis und Viscaria enthalten):[1] Die 600 bis 700 Arten sind hauptsächlich auf der Nordhalbkugel verbreitet (70 Arten in Nordamerika). Es sind invasive Pflanzen und Zierpflanzen enthalten.[1][16]
    - Uebelinia Hochst. (manchmal in Silene oder Lychnis):[15] Die etwa drei Arten kommen in den Gebirgen des tropischen Afrika vor.
    - Viscaria Bernh. (Syn.: Lychnis sect. Viscaria DC., Steris Adans., Silene sect. Viscaria (DC.) Greuter, Silene subgen. Viscaria (DC.) Greuter): Die etwa drei Arten[8][9] sind in Europa verbreitet. Sie waren manchmal in Silene eingegliedert.